# Aschraf El Mahdioui
Aschraf El Mahdioui (sinh ngày 24 tháng 5 năm 1996) là một cầu thủ bóng đá Hà Lan-Maroc  thi đấu ở vị trí tiền vệ cho AS Trenčín ở Slovak Fortuna Liga. Câu lạc bộ cũ của anh là ADO Den Haag.

## Sự nghiệp câu lạc bộ

### Ajax
El Mahdioui là cầu thủ trẻ của AFC Ajax. Anh ra mắt cùng với Jong Ajax ngày 18 tháng 9 năm 2015 trong trận đấu ở Eerste Divisie trước Go Ahead Eagles. Anh thay cho Abdelhak Nouri sau 65 phút thi đấu.

### ADO Den Haag
Ngày 30 tháng 6 năm 2016, có thông báo rằng El Mahdioui đã ký hợp đồng 3 năm cùng với đội bóng Eredivisie ADO Den Haag.

### AS Trenčín
Vào tháng 6 năm 2017, El Mahdioui ký hợp đồng 3 năm cùng với AS Trenčín.